# 아이 유키
아이 유키(일본어: 藍ゆうき, 1984년 11월 11일 ~ )는 일본의 성인 비디오 여배우다.